# Xanthoparmelia subplittii
Xanthoparmelia subplittii är en lavart som beskrevs av Hale. Xanthoparmelia subplittii ingår i släktet Xanthoparmelia och familjen Parmeliaceae.   Inga underarter finns listade i Catalogue of Life.